# At-large congresdistrict van Delaware

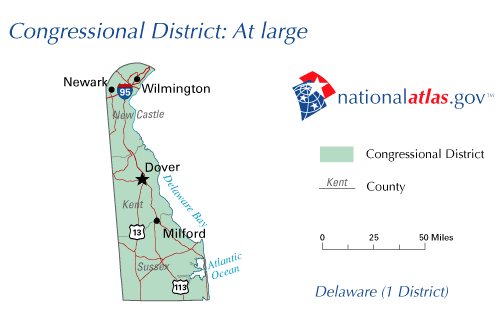
Kaart van het at-large congresdistrict van Delaware

Het at-large congresdistrict van Delaware (DE-AL) is een congresdistrict voor het Amerikaanse Huis van Afgevaardigden. Het omvat de hele staat Delaware. Het is een van de congresdistricten die een hele staat vertegenwoordigen.
Delawares at-large district is het oudste ongewijzigde congresdistrict in de Verenigde Staten. Het is onveranderd in grootte en vorm sinds 1787. In de periode 1813–1823 werd Delaware door twee afgevaardigden vertegenwoordigd, maar beide werden uit hetzelfde at-large district verkozen.
Het district wordt als veilig Democratisch beschouwd. Sinds 1992 wonnen de Democratische kandidaten altijd de presidentsverkiezingen in het district; voordien was Delaware een swing state. Bij de presidentsverkiezing van 2020 haalde Democraat Joe Biden 59% van de stemmen. Democrate Lisa Blunt Rochester is de afgevaardigde in het Huis van Afgevaardigden sinds 2017. In 2020 waren 362.000 inwoners ingeschreven als Democraat en 210.000 als Republikein.

## Lid van het Huis van Afgevaardigden (1959–heden)
| Lid van het Huis van Afgevaardigden | Lid van het Huis van Afgevaardigden | Lid van het Huis van Afgevaardigden | Ambtstermijn   | Ambtstermijn     | Partij(en) | Verkiezing(en) | Opmerking(en)                                           |
| ----------------------------------- | ----------------------------------- | ----------------------------------- | -------------- | ---------------- | ---------- | -------------- | ------------------------------------------------------- |
|                                     | Harris McDowell                     | Harris McDowell (1906–1988))        | 3 januari 1959 | 3 januari 1967   | D          | 1958           |                                                         |
| 1960                                | Harris McDowell                     | Harris McDowell (1906–1988))        | 3 januari 1959 | 3 januari 1967   | D          |                |                                                         |
| 1962                                | Harris McDowell                     | Harris McDowell (1906–1988))        | 3 januari 1959 | 3 januari 1967   | D          |                |                                                         |
| 1964                                | Harris McDowell                     | Harris McDowell (1906–1988))        | 3 januari 1959 | 3 januari 1967   | D          |                |                                                         |
|                                     | William Roth                        | William Roth (1921–2003)            | 3 januari 1967 | 31 december 1970 | R          | 1966           | Senator (1971–2001)                                     |
| 1968                                | William Roth                        | William Roth (1921–2003)            | 3 januari 1967 | 31 december 1970 | R          |                | Senator (1971–2001)                                     |
| Vacant                              |                                     |                                     |                |                  |            |                |                                                         |
|                                     | Pete du Pont                        | Pete du Pont (1935–2021)            | 3 januari 1971 | 3 januari 1977   | R          | 1970           | Gouverneur (1977–1985)                                  |
| 1972                                | Pete du Pont                        | Pete du Pont (1935–2021)            | 3 januari 1971 | 3 januari 1977   | R          |                | Gouverneur (1977–1985)                                  |
| 1974                                | Pete du Pont                        | Pete du Pont (1935–2021)            | 3 januari 1971 | 3 januari 1977   | R          |                | Gouverneur (1977–1985)                                  |
|                                     | Thomas Beverley Evans               | Thomas Beverley Evans (1931)        | 3 januari 1977 | 3 januari 1983   | R          | 1976           |                                                         |
| 1978                                | Thomas Beverley Evans               | Thomas Beverley Evans (1931)        | 3 januari 1977 | 3 januari 1983   | R          |                |                                                         |
| 1980                                | Thomas Beverley Evans               | Thomas Beverley Evans (1931)        | 3 januari 1977 | 3 januari 1983   | R          |                |                                                         |
|                                     | Tom Carper                          | Tom Carper (1947)                   | 3 januari 1983 | 3 januari 1993   | D          | 1982           | Gouverneur (1993–2001) Senator (2001–2025)              |
| 1984                                | Tom Carper                          | Tom Carper (1947)                   | 3 januari 1983 | 3 januari 1993   | D          |                | Gouverneur (1993–2001) Senator (2001–2025)              |
| 1986                                | Tom Carper                          | Tom Carper (1947)                   | 3 januari 1983 | 3 januari 1993   | D          |                | Gouverneur (1993–2001) Senator (2001–2025)              |
| 1988                                | Tom Carper                          | Tom Carper (1947)                   | 3 januari 1983 | 3 januari 1993   | D          |                | Gouverneur (1993–2001) Senator (2001–2025)              |
| 1990                                | Tom Carper                          | Tom Carper (1947)                   | 3 januari 1983 | 3 januari 1993   | D          |                | Gouverneur (1993–2001) Senator (2001–2025)              |
|                                     | Mike Castle                         | Mike Castle (1939–2025)             | 3 januari 1993 | 3 januari 2011   | R          | 1992           | Luitenant-gouverneur (1981–1985) Gouverneur (1985–1992) |
| 1994                                | Mike Castle                         | Mike Castle (1939–2025)             | 3 januari 1993 | 3 januari 2011   | R          |                | Luitenant-gouverneur (1981–1985) Gouverneur (1985–1992) |
| 1996                                | Mike Castle                         | Mike Castle (1939–2025)             | 3 januari 1993 | 3 januari 2011   | R          |                | Luitenant-gouverneur (1981–1985) Gouverneur (1985–1992) |
| 1998                                | Mike Castle                         | Mike Castle (1939–2025)             | 3 januari 1993 | 3 januari 2011   | R          |                | Luitenant-gouverneur (1981–1985) Gouverneur (1985–1992) |
| 2000                                | Mike Castle                         | Mike Castle (1939–2025)             | 3 januari 1993 | 3 januari 2011   | R          |                | Luitenant-gouverneur (1981–1985) Gouverneur (1985–1992) |
| 2002                                | Mike Castle                         | Mike Castle (1939–2025)             | 3 januari 1993 | 3 januari 2011   | R          |                | Luitenant-gouverneur (1981–1985) Gouverneur (1985–1992) |
| 2004                                | Mike Castle                         | Mike Castle (1939–2025)             | 3 januari 1993 | 3 januari 2011   | R          |                | Luitenant-gouverneur (1981–1985) Gouverneur (1985–1992) |
| 2006                                | Mike Castle                         | Mike Castle (1939–2025)             | 3 januari 1993 | 3 januari 2011   | R          |                | Luitenant-gouverneur (1981–1985) Gouverneur (1985–1992) |
| 2008                                | Mike Castle                         | Mike Castle (1939–2025)             | 3 januari 1993 | 3 januari 2011   | R          |                | Luitenant-gouverneur (1981–1985) Gouverneur (1985–1992) |
|                                     | John Carney                         | John Carney (1956)                  | 3 januari 2011 | 3 januari 2017   | D          | 2010           | Luitenant-gouverneur (2001–2009) Gouverneur (2017–2025) |
| 2012                                | John Carney                         | John Carney (1956)                  | 3 januari 2011 | 3 januari 2017   | D          |                | Luitenant-gouverneur (2001–2009) Gouverneur (2017–2025) |
| 2014                                | John Carney                         | John Carney (1956)                  | 3 januari 2011 | 3 januari 2017   | D          |                | Luitenant-gouverneur (2001–2009) Gouverneur (2017–2025) |
|                                     | Lisa Blunt Rochester                | Lisa Blunt Rochester (1962)         | 3 januari 2017 | 3 januari 2025   | D          | 2016           | Senator (sinds 2025)                                    |
| 2018                                | Lisa Blunt Rochester                | Lisa Blunt Rochester (1962)         | 3 januari 2017 | 3 januari 2025   | D          |                | Senator (sinds 2025)                                    |
| 2020                                | Lisa Blunt Rochester                | Lisa Blunt Rochester (1962)         | 3 januari 2017 | 3 januari 2025   | D          |                | Senator (sinds 2025)                                    |
| 2022                                | Lisa Blunt Rochester                | Lisa Blunt Rochester (1962)         | 3 januari 2017 | 3 januari 2025   | D          |                | Senator (sinds 2025)                                    |
|                                     | Sarah McBride                       | Sarah McBride (1990)                | 3 januari 2025 | heden            | D          | 2024           |                                                         |